# Willi Nitschke
Willi Nitschke (* 4. Januar 1912 in Prinzdorf, Landkreis Bunzlau; † 13. Juni 1981) war ein deutscher Sportpädagoge.

## Leben
Der in Prinzdorf im niederschlesischen Landkreis Bunzlau geborene Nitschke legte 1931 die Abiturprüfungen ab, von 1931 bis 1933 studierte er an den Pädagogischen Hochschulen Cottbus und Halle und war anschließend ab 1933 in Alt-Schönau in seiner niederschlesischen Heimat als Lehrer tätig. Am 30. Mai 1937 beantragte er die Aufnahme in die NSDAP und wurde rückwirkend zum 1. Mai desselben Jahres aufgenommen (Mitgliedsnummer 4.738.423). Ebenfalls ab 1937 hatte Nitschke eine Stellung als Oberfachschullehrer an der Heeresfachschule Sagan (ebenfalls Niederschlesien).
Er nahm als Soldat der Wehrmacht am Zweiten Weltkrieg teil, ab 1942 hatte er den Dienstgrad Oberleutnant. Nitschke desertierte und war Kriegsgefangener der Sowjetunion. Er besuchte in Krasnogorsk eine Antifa-Schule und nahm die Mitgliedschaft der NKFD an. Im Anschluss an seine Rückkehr nach Deutschland 1946 wurde Nitschke Mitglied der SED. Er arbeitete auf der Insel Rügen als Dozent am Institut für Lehrerbildung Putbus (1947 bis 1950), ab dem Jahr 1951 lehrte er an der Pädagogischen Fakultät der Universität Greifswald sowie zusätzlich zwischen 1951 und 1953 an der Universität Rostock. An der Universität Greifswald wurde er Direktor des Instituts für Marxismus-Leninismus und an der Universität Rostock Abteilungsleiter des Bereichs „Grundlagen des Marxismus-Leninismus“.
1953 wechselte Nitschke als Dozent an die Deutsche Hochschule für Körperkultur (DHfK) nach Leipzig und trat dort das Amt des Prorektors für Gesellschaftswissenschaften an. 1955 wurde an der Universität Leipzig seine Doktorarbeit zum Thema „Der Kampf der Neuen Rheinischen Zeitung für die nationale Befreiung der Völker in der Revolutionsperiode von 1848/49 (unter besonderer Berücksichtigung der polnischen, ungarischen und tschechischen nationalen Befreiungsbewegungen)“ angenommen. In den Jahren 1955 und 1956 war Nitschke amtierender Rektor der DHfK. Ab 1959 leitete er als Direktor das DHfK-Institut für Marxismus-Leninismus.
1961 legte er das Werk „Kann der Sport neutral sein? über den Charakter von Körperkultur und Sport in beiden deutschen Staaten“ vor. Seine Habilitation (Titel: „Die Rolle des Nationalbewußtseins in der geistigen Entwicklung der deutschen Turn- und Sportbewegung (eine philosophisch-historische Untersuchung)“) schloss er 1966 ab. Zwischen 1955 und 1972 war Nitschke in Leipzig Vorsitzender des Stadtausschusses „Nationale Front“. 1971 veröffentlichte er gemeinsam mit Lothar Kleine den Aufsatz „Wissenschaftstheoretische Überlegungen zu einem System der Sportwissenschaft“.
Ihm wurde 1971 der Vaterländische Verdienstorden in Bronze verliehen, des Weiteren erhielt er die Dr.-Theodor-Neubauer-Medaille sowie die Verdienstmedaille der DDR.